# David Adams Richards
David Adams Richards (ur. 17 października 1950 w Newcastle w Nowym Brunszwiku) – kanadyjski pisarz i polityk, senator.

## Życiorys
Jest synem Billa Richardsa i Margaret Adams. W 1969 skończył szkołę w Newcastle, po czym studiował filozofię i literaturę na St. Thomas University w Fredericton. Początkowo pisał poematy, których zbiór One Step Inside wydał w 1972 własnym sumptem; w tym samym roku opublikował Small Heroics. W 1974 opublikował pierwszą powieść, The Coming of Winter, utrzymywaną w konwencji realistycznej. W 1976 napisał drugą powieść, Blood Ties, opowiadającą o rodzinie MacDurmot, wyszczególniając ok. dwóch lat trudnego życia członków tej rodziny w późnych latach 60. W 1981 opublikował powieść Lives of Short Duration, będącą prawdopodobnie najbogatszą i najbardziej złożoną technicznie jego powieścią, opowiadającą o aspektach historii Miramichi z lat 1825-1980 przez pryzmat pięciu pokoleń rodziny Terri, w której relacje rzadko są spokojne, a postacie przechodzą od wzlotów do upadków, zarówno finansowych, jak i emocjonalnych, w oszołamiającym nieraz tempie. W 1985 napisał powieść Road to the Stilt House, najkrótszą i prawdopodobnie najbardziej pesymistyczną w swoim dorobku, poruszającą temat ubóstwa, przemocy i beznadziejności. Jest też autorem Nights Below Station Street (1988), Mercy Among the Children (2000) i opowiadania Dancers at Night (1978), których scenerią jest Nowy Brunszwik, a bohaterowie, uwikłani w brutalną, ponurą rzeczywistość, tęsknią za prawdziwym uczuciem. Poza tym pisze scenariusze filmowe. 30 sierpnia 2017 został członkiem Senatu. W 1988 otrzymał nagrodę literacką gubernatora generalnego za powieść Nights Below Station Street. W 2005 został odznaczony Orderem Nowego Brunszwiku, a w 2009 Orderem Kanady.